# 纳瓦罗·蒙托亚
卡洛斯·费尔南多·纳瓦罗·蒙托亚通常称为纳瓦罗·蒙托亚（Carlos Fernando Navarro Montoya，1966年2月26日—）是一名退役足球运动员，司职守门员。蒙托亚出生于哥伦比亚，曾三度代表哥伦比亚国家队出场，并在职业生涯后期获得了阿根廷国籍。
在长达25年的职业生涯中，他代表阿根廷、哥伦比亚、西班牙、智利、巴西和乌拉圭的球队，为15支俱乐部（主要是博卡青年队）出场，在所有比赛中出场超过800场。

## 俱乐部生涯
纳瓦罗·蒙托亚在阿根廷时被昵称为El Mono（猴子），他出生在哥伦比亚的麦德林，他18岁时就效力于萨斯菲尔德竞技。1988年，在为圣达菲独立效力一年后，他加入了博卡青年队，在此后的十年内他几乎没有缺席过一场比赛——在他的整个赛季中从未参加过少于35场比赛——也创造了俱乐部连续比赛的纪录(180)和不失球的时间(824)，最终为博卡青年出场396场正式比赛。然而，他的最后一次出场却以1-3的比分输给了班菲尔德竞技队。
1997年1月，年近31岁的蒙托亚加盟西甲埃斯特马杜拉，随后几年他的两支球队梅里达和特内里费也在西甲联赛中遭遇降级。在智利康塞普西翁俱乐部短暂效力后，他回到阿根廷并为查卡里塔青年队、独立竞技（在年轻球员奥斯卡乌斯塔里成年后，这位39岁的球员得到续约）和拉普塔共五个赛季中踢过顶级联赛。
在接下来的几年里，蒙托亚很少在某个球队安顿下来，在他的阿根廷踢球，但也在巴西和乌拉圭踢球。2009年7月10日，43岁的他宣布退出职业足球，结束了他超过25年的职业生涯，并表示：“这是一次告别，但也是一次感谢。”

## 国家队生涯
纳瓦罗·蒙托亚于1985年被教练加布里埃尔·奥乔亚·乌里韦征召，为哥伦比亚国家足球队效力，以期参加86年墨西哥世界杯。在预选赛中，他参加了对委内瑞拉的决赛和对巴拉圭的附加赛。后来在90年意大利世界杯上，他在接受采访时宣称："哥伦比亚职业足球被黑手党渗透了"，之后他将被禁止进入哥伦比亚国家队。作为归化的阿根廷人，纳瓦罗想代表阿根廷国家队出战，但被国际足联拒绝。
1998年，国际足联做出了让步，并允许这名球员获得特殊待遇为阿根廷效力，但32岁的他被认为太老了，从未代表过阿根廷出场。

## 教练生涯
蒙托亚的第一次执教经历是在查卡里塔青年队，他在六场比赛中只赢了一场就被解雇了。
2013年12月，他回到博卡青年队，担任青训部副主任兼青训教练。他曾担任多个职务，直到2020年9月16日离职。2020年9月23日，他执教了西班牙丙级联赛的瓜达拉哈拉俱乐部，但仅在五场联赛后于11月24日被解雇。

## 荣誉

### 俱乐部
博卡青年
- 阿甲(1): 1992
- 南美超级球会杯(1): 1989
- 南美超级杯(1): 1990
- 解放者超级杯(1): 1992
- 金杯(1): 1993

### 个人
- 阿根廷年度最佳球员：1994